# Adolf von Arnim-Boitzenburg
Adolf Heinrich Graf von Arnim-Boitzenburg (ur. 10 kwietnia 1803, zm. 8 stycznia 1868) – pruski polityk.

## Życiorys
W 1848 roku (w dobie Wiosny Ludów) był krótko pierwszym premierem (Ministerpräsident) Prus. Mianowany na to stanowisko przez króla Fryderyka Wilhelma IV 19 marca 1848, został odwołany 29 marca tego samego roku. Był pierwszym premierem Prus; jego poprzednicy zajmowali urząd Szefa Ministrów.